# Quinquatries

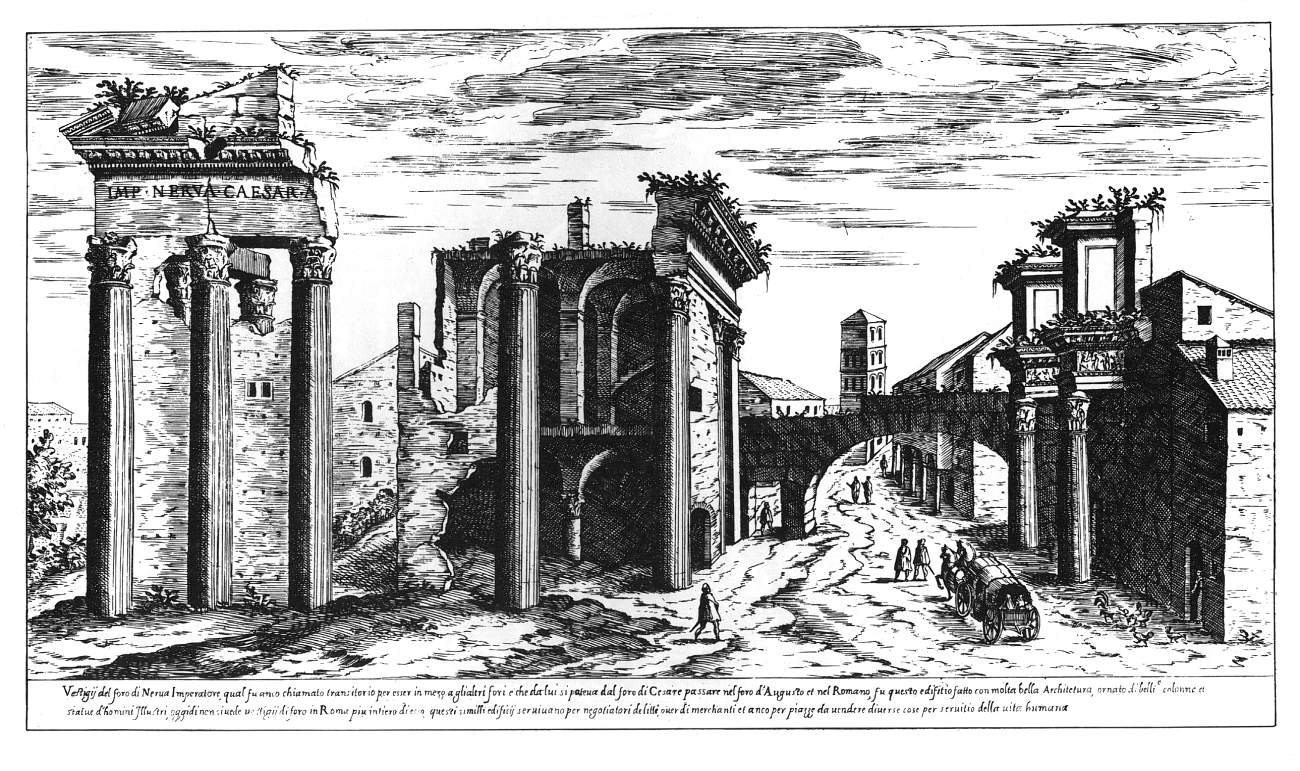
Ruines du temple de Minerve sur le forum de Nerva où aboutissaient les processions des Quinquatries, dessinées par Étienne Dupérac au XVIe siècle.

Les Quinquatries (en latin Quinquatria ou Quinquatrus « les cinq (nuits) noires ») sont des fêtes religieuses romaines en l'honneur de Minerve.
Elles se célébraient le 19 mars, jour où l'on plaçait la naissance de la déesse, et doivent leur nom au fait, selon Varron, que ce jour était le cinquième jour après les Ides, jour de la pleine lune.

## Célébration
Elles ne durèrent d'abord qu'un jour, mais par la suite on leur en consacra cinq pendant lesquels un taureau était sacrifié :
- le premier jour, tous les gens professant un état qui exige l'exercice de l'intelligence allaient adorer dans son temple la déesse de la sagesse ;
- les trois jours suivants étaient consacrés à des combats de gladiateurs en l'honneur de Minerve en tant que déesse guerrière ;
- le cinquième jour, dénommé tubilustrium, était consacré à la purification des trompettes sacrées (les tubae) qui servaient dans les rites guerriers.

C'était pour les écoliers un temps de vacances, et c'est alors qu'ils portaient le minerval à leurs maîtres.

## Quinquatrus Minusculae
Par ailleurs, des Petites Quinquatries (Quinquatrus Minusculae ou Quinquatrus Minores en latin), étaient célébrées pendant les Ides de juin le 13 juin. À cette occasion les Tibicines (c'est-à dire la confrérie des flûtistes qui prennaient part aux cérémonies religieuses) venaient en procession jusqu'au temple de Minerve. 
Ils défilaient en robes longues et travestis en femme. Cette fête était censée commémorer un épisode de l’histoire de cette confrérie : après la remise en cause de privilèges, les flûtistes avaient fait grève et ne voulaient pas reprendre leur service. Ils s’étaient retirés près de Rome à Tibur. Devant les injonctions du Sénat qui avait besoin d’eux pour les rites, les habitants de Tibur (ou un affranchi qui les a accueillis) les firent revenir à Rome par une ruse : ils organisèrent à Tibur une fête au cours de laquelle les tibicines s’enivrèrent. Les habitants mirent alors les flûtistes ivres dans un gros chariot qu’ils envoyèrent à Rome. Le matin, ils arrivèrent endormis au milieu du forum. Pour cacher leur honte et leur identité, un des deux censeurs leur fait mettre des robes et des masques pour les faire passer pour des joueuses de flûtes et ils abandonnèrent ainsi le chariot pour reprendre leur activité professionnelle. 

## Interprétations
Le comparatiste Georges Dumézil a rapproché ce rite qui se situe deux jours après les Matralia à un épisode mythique de la déesse Ushas, déesse de l'aurore dans le panthéon védique, dans lequel Indra vient châtier la déesse, qui n'a plus la vigueur ou plutôt la volonté nécessaire pour mener sa mission (faire advenir le Soleil, la belle saison), et la ramener à son devoir